# Trattato di Adrianopoli (1568)

La pace di Adrianopoli chiuse temporaneamente il conflitto tra gli Asburgo e l'Impero ottomano il 17 febbraio 1568.
Ideatore e realizzatore dell'accordo, che poneva fine all'ultima impresa balcanica del sultano Solimano il Magnifico contro l'imperatore Massimiliano II d'Asburgo, fu l'abile Gran Vizir Mehmet Pasha, figura di primo piano nel conflitto che il trattato andava a chiudere.

## Antefatto
Nel 1566 il sultano Solimano aveva riaperto i conflitti sul fronte occidentale del suo impero per difendersi dall'attacco degli Asburgo, desiderosi di riconquistare le terre ungheresi precedentemente occupate dai turchi. 
Le sorti del conflitto erano state decise dall'assedio di Szigetvár del 1566, durante il quale l'ormai anziano Solimano morì. La dipartita del sultano convinse il suo vizir, Mehmet Pasha, della necessità di interrompere il conflitto per meglio gestire la successione al trono.

## Il trattato
I negoziati che portarono alla chiusura del conflitto si protrassero per due anni.
Mehmet Pasha, confermato Gran Visir dal nuovo sultano Selim II, seppe chiudere le trattative in netto favore della Sublime porta. I domini turchi sulle terre ungheresi, oggetto iniziale della contesa, vennero preservati e l'imperatore convenne con la Porta sul pagamento di un tributo annuo di 30000 ducati (che venne fatto meglio digerire all'Asburgo come un "dono").
L'accordo di Adrianopoli chiuse sostanzialmente con un nulla di fatto il conflitto ottomano-asburgico. La questione che aveva originato gli scontri, il controllo sulle terre ungheresi e sui principati rumeni, non venne risolta allora e finì con il causare il riaccendersi delle tensioni durante il regno dei successori di Massimiliano e Selim: l'imperatore Rodolfo II ed il sultano Murad III.